# 中國人民解放軍出版社
中國人民解放軍出版社，位于北京市，是中国人民解放军新闻传播中心下屬的綜合性出版社。

## 简介
1948年6月，中共中央批准成立中共中央军委四局。
1950年1月，中央军委作战部四局改为中央人民政府人民革命军事委员会军训部军事出版局。1952年7月，划归中央人民政府人民革命军事委员会总参谋部建制，称中央人民政府人民革命军事委员会军事出版局。1955年4月21日，军委军事出版局改为中国人民解放军训练总监部军事出版部。1958年12月11日，中国人民解放军训练总监部撤销，军事出版部划归中国人民解放军总参谋部建制，称中国人民解放军总参谋部军事出版部。1963年1月18日，军事出版部改为局，称中国人民解放军总参谋部出版局，隶属中国人民解放军总参谋部军训部。
1965年7月，中国人民解放军总政治部报请中共中央、中央军委批准，以总参谋部出版局为基础筹建中国人民解放军战士出版社，纳入总政治部建制。1966年12月，总参谋部出版局、总政治部《星火燎原》编辑部、解放军文艺社丛书编辑组合并而成的中国人民解放军战士出版社正式成立。1983年12月，经中央军委批准，中国人民解放军战士出版社更名为中国人民解放军出版社。
1951年6月，《解放军文艺》创刊。文化大革命爆发后，《解放军文艺》停刊。1972年，《解放军文艺》复刊，成立解放军文艺社。1983年，解放军文艺社更名解放军文艺出版社。1984年，解放军文艺出版社注册启用昆仑出版社社牌。
1992年9月，经中央军委批准，中国人民解放军出版社与解放军文艺出版社合并成中国人民解放军出版社。1994年2月，恢复兩出版社建制。2003年10月，二者再次合并成中国人民解放军出版社。
毛澤東、鄧小平、江澤民、胡錦濤曾為該社題寫書名、社名，或由該社發表重要作品、出版重要著作。該社擁有中国人民解放军出版社、解放軍文藝出版社、崑崙出版社、長虹出版公司四個社牌。
中国人民解放军出版社出版的作品屢獲殊榮，有300餘種圖書音像製品獲全國全軍出版和文藝最高獎。
2016年1月，在深化国防和军队改革中，原上级单位中国人民解放军总政治部撤销，中国人民解放军出版社转隶新组建的中央军委政治工作部。该出版社是中央军委政治工作部领导的全军唯一的综合性出版社，为国家一级出版社、全国百佳图书出版单位。
2018年，在深化国防和军队改革中，原中国人民解放军电视宣传中心、中央军委政治工作部文网中心、中国人民解放军出版社、解放军报社等单位合并成立中国人民解放军新闻传播中心。中国人民解放军新闻传播中心下设出版社。

## 历任领导
中国人民解放军总参谋部出版局局长
- 童陆生（1948年6月—1949年12月，军委作战部四局局长）
- 童陆生（1950年1月—1952年7月，军委军训部军事出版局局长）
- 童陆生（1952年7月—1955年3月，军委军事出版局局长）
- 郭天民上将（1955年5月—1957年8月，训练总监部副部长兼训练总监部军事出版部部长）
- 孙毅中将（1957年8月—1958年12月，训练总监部军事出版部部长）
- 孙毅中将（1958年12月—1962年12月，总参谋部出版部部长）
- 钟英大校（1963年1月—1966年3月，总参谋部出版局局长）[7]

| 解放军文艺出版社社长 - 宋之的（1950年—1956年，《解放军文艺》主编） - 陈斐琴（1956年—？，《解放军文艺》主编） - 陈亚丁（？—？，《解放军文艺》主编） - 胡奇（？—文革，《解放军文艺》主编） - 胡奇（1972年—？，解放军文艺社社长） - 李瑛（？—1982年） - 王传洪（1982年—？） - 凌行正（？—？） - 朱亚南（？—？） - 程步涛（1996年—2002年） - 佘开国（2002年—2003年） | 解放军文艺出版社政治委员 …… - 邝先进（？—？） …… - 程步涛（1994年2月—1996年） …… - 魏继光（？—2003年） |

| 中国人民解放军出版社社长 - 华楠（1966年6月—？，战士出版社社长） - 马法冉（1970年—？，战士出版社社长） - 吕英（1983年—1993年） - 刘代文大校（1993年—1996年） - ？（1996年—1999年） - 朱冬生大校（1999年底—2006年） - 魏继光大校（2006年—2007年） - 施雷大校（2007年—2012年） - 郑晖大校（2012年—2014年） - 姚计军大校（2014年—2015年） - 吴定雄大校（2015年—） | 中国人民解放军出版社政治委员 …… - 刘静舟（？—？，战士出版社政治委员） - 杨剑龙（1980年—？，战士出版社政治委员） …… - 刘文华（？—2006年） - 于丹（2006年—2013年） - 梁京平（2013年—） |

中国人民解放军出版社顾问
- 黄涛（1983年9月14日—1985年10月7日）[37]

## 报刊
- 《军队党的生活》期刊：2007年12月9日试刊，2008年1月正式创刊。中国人民解放军总政治部宣传部主管、中国人民解放军总政治部组织部指导、解放军出版社主办。全军唯一面向军内外公开发行的党建杂志[38][39]。2016年深化国防和军队改革后，改为中央军委政治工作部宣传局主管、解放军出版社主办[40]。
- 《解放军文艺》期刊：1951年创刊。中国人民解放军总政治部宣传部主管、解放军出版社主办[41]。2016年深化国防和军队改革后，改为中央军委政治工作部宣传局主管、解放军出版社主办[40]。
- 《解放军生活》期刊：1985年创刊。中国人民解放军总政治部宣传部主管、解放军出版社主办。全军唯一以反映军队生活、士兵生活为主的综合性月刊[42]2016年深化国防和军队改革后，改为解放军出版社主办[40]。
- 《军营文化天地》期刊：1994年创刊。中国人民解放军总政治部宣传部主管、解放军出版社主办。全军唯一的大型文化艺术娱乐综合性月刊[43]。2016年深化国防和军队改革后，改为中央军委政治工作部宣传局主管、解放军出版社主办[40]。
- 《军事故事会》期刊：2014年12月创刊，2015年1月正式公开发行。中国人民解放军总政治部宣传部主管、解放军出版社主办。中国第一个军事故事期刊[40][44]。
- 《解放军美术书法》期刊：2008年创刊。中国人民解放军总政治部宣传部主管，中国人民解放军美术书法研究院、解放军出版社主办[40][45]。2016年深化国防和军队改革后，改为中央军委政治工作部宣传局主管，中国人民解放军美术书法研究院、解放军出版社主办[40]。